# Robert Loggia

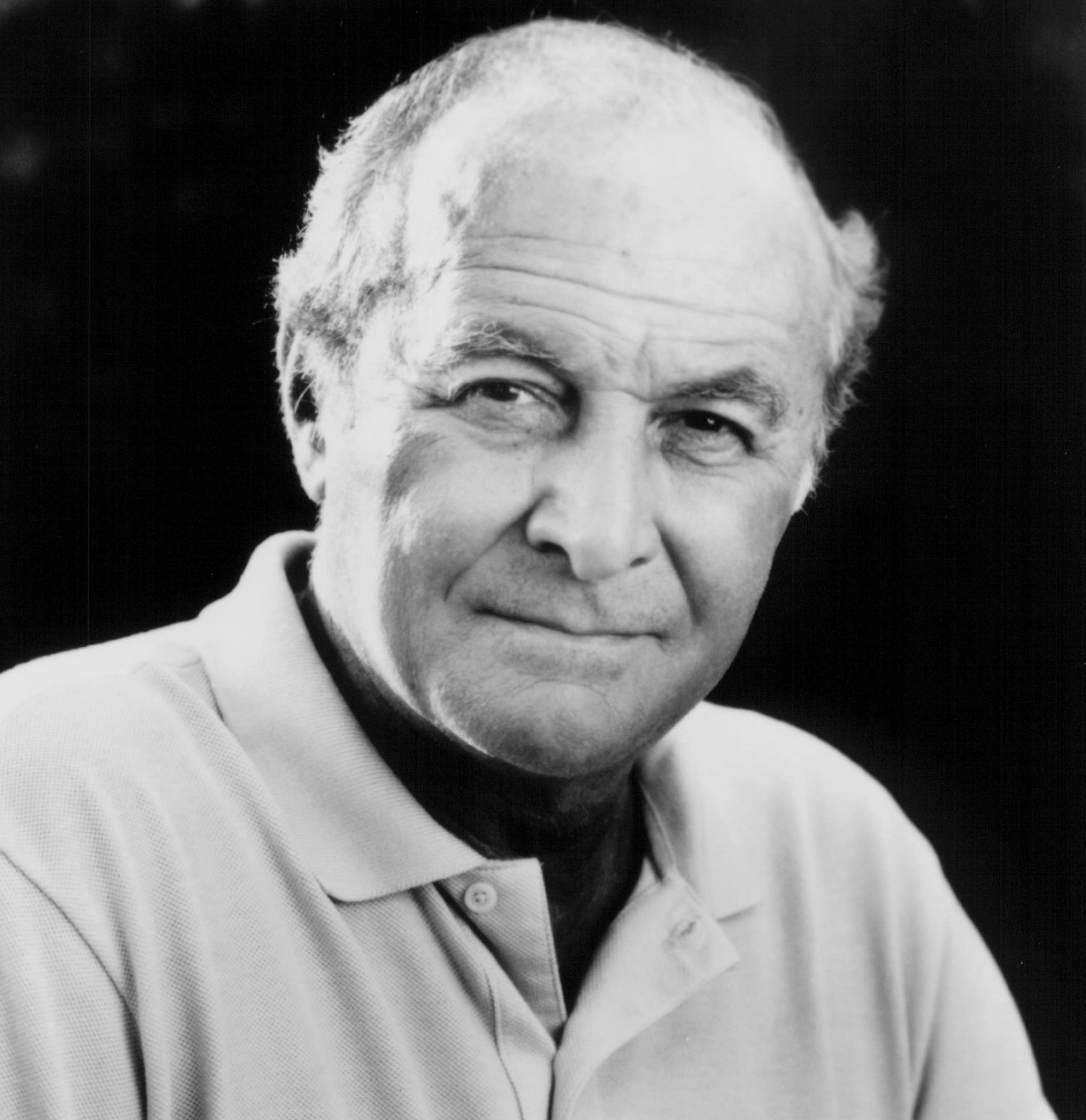
Robert Loggia (1983)

Robert Loggia (* 3. Januar 1930 in Staten Island, New York City als Salvatore Loggia; † 4. Dezember 2015 in Los Angeles, Kalifornien) war ein US-amerikanischer Schauspieler italienischer Abstammung.

## Leben
Der Italoamerikaner entschied sich zum Leidwesen seines Vaters, der sich für seinen Sohn lieber eine Laufbahn als Journalist gewünscht hätte, Anfang der 1950er Jahre für die Schauspielerei und für den Besuch des legendären, von Lee Strasberg geleiteten Actors Studio in seiner Heimatstadt New York City. Danach war Loggia zunächst am Broadway als Bühnenschauspieler tätig.
Im Jahr 1956 hatte er seine erste Filmrolle in Robert Wises Boxerdrama Die Hölle ist in mir mit Paul Newman. Unmittelbar darauf erhielt er erste Rollen im Fernsehen und bei Filmproduktionen als Cop, denen im Laufe der Jahre zahlreiche weitere Polizistenrollen folgten. So spielte er seine erste Hauptrolle 1958 in Cop Hater als Detective Steve Carella, einer bekannten Figur der berühmten Romanserie von Ed McBain um die Polizisten des 87. New Yorker Polizeireviers. Ende der 1950er Jahre war er in einer Disney-Fernsehserie der unsterbliche Gesetzesmann Elfego Baca.

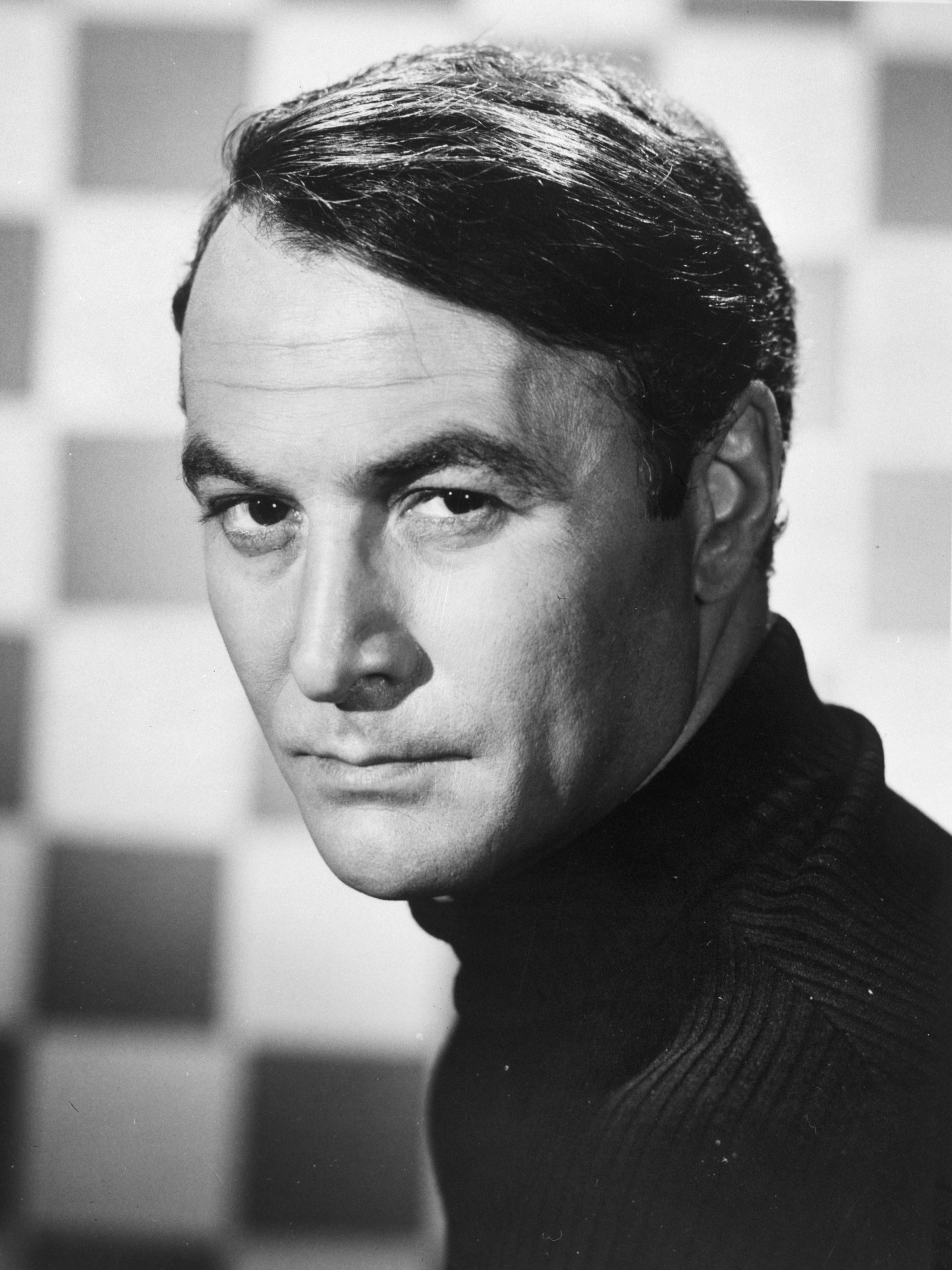
Robert Loggia (1966)

Ab 1966 spielte er in der Serie T.H.E. Cat die Hauptrolle eines ehemaligen Zirkusartisten und Einbrechers, der die Seiten wechselt und nun Verbrechen mit den erlernten Mitteln bekämpft. Für den hartgesotten und bedrohlich wirkenden Schauspieler war der Wechsel auf die jeweils andere Seite des Gesetzes in zahllosen Western und Kriminalfilmen naheliegend. Dabei wirkte Loggia nach Ansicht mancher Kritiker jedoch bisweilen auch „hölzern und nicht überzeugend“, wie etwa der Filmkritiker Leonard Maltin schrieb.
Anfang der 1980er Jahre begann Loggia jedoch mit zunehmendem Erfolg bei Kritik und Publikum, sich als sensibler, vielseitiger Charakterdarsteller zu etablieren, so in Taylor Hackfords Drama Ein Offizier und Gentleman (1982) als Vater von Richard Gere. In Brian De Palmas Scarface (1983) spielte er die Rolle des besonders gewissenlosen Drogenbarons Frank Lopez, während er in Blake Edwards’ S.O.B. – Hollywoods letzter Heuler (1981) und in mehreren Pink-Panther-Filmen auch sein komödiantisches Talent unter Beweis stellte. Der Aufstieg an die Spitze seiner Zunft gelang Loggia schließlich als Mafioso in John Hustons Die Ehre der Prizzis und mit seiner für einen Oscar nominierten Nebenrolle als Privatdetektiv in dem Psychothriller Das Messer (beide 1985). In Blake Edwards’ That’s Life – So ist das Leben (1986) trat er neben Jack Lemmon und Julie Andrews als ein dem Alkohol verfallener Priester auf, und in dem Komödien-Hit Big (1988) tanzte er als Spielwarenhersteller mit dem auf märchenhafte Weise zum Erwachsenen gewordenen Jungen Josh (Tom Hanks) ausgelassen auf einem übergroßen elektronischen Klavier.
Zwischen 1976 und 1981 übernahm Robert Loggia die Regie bei einigen Folgen der Fernsehserien Quincy, Hart aber herzlich und Magnum. Nach seinem Auftritt in der Miniserie Um jeden Preis als FBI-Agent Nick Mancuso entstand 1988 das Spin-off Mancuso, FBI, das jedoch nach der ersten Staffel 1989 wieder eingestellt wurde. 1992 war Loggia in Bloody Marie – Eine Frau mit Biß wieder ein Mafioso, der von einem Vampir (Anne Parillaud) gerichtet wird. 1996 spielte er die Rolle des General Grey in dem Blockbuster Independence Day, die er später auch in der nach seinem Tod veröffentlichten Fortsetzung Independence Day: Wiederkehr (2016) innehatte. Im Jahr 1997 war er in David Lynchs rätselhaftem Film Lost Highway und als Vater der von Julia Ormond gespielten Titelfigur in Fräulein Smillas Gespür für Schnee zu sehen. 1999 trat er in einem Werbespot für Orangensaft auf, der aufgrund seiner surrealen Machart Kultstatus erlangte. 2004 hatte er mehrere Auftritte in der Serie Die Sopranos. Loggia war über die Jahre ein vielbeschäftigter Charakterdarsteller im amerikanischen Film und Fernsehen.

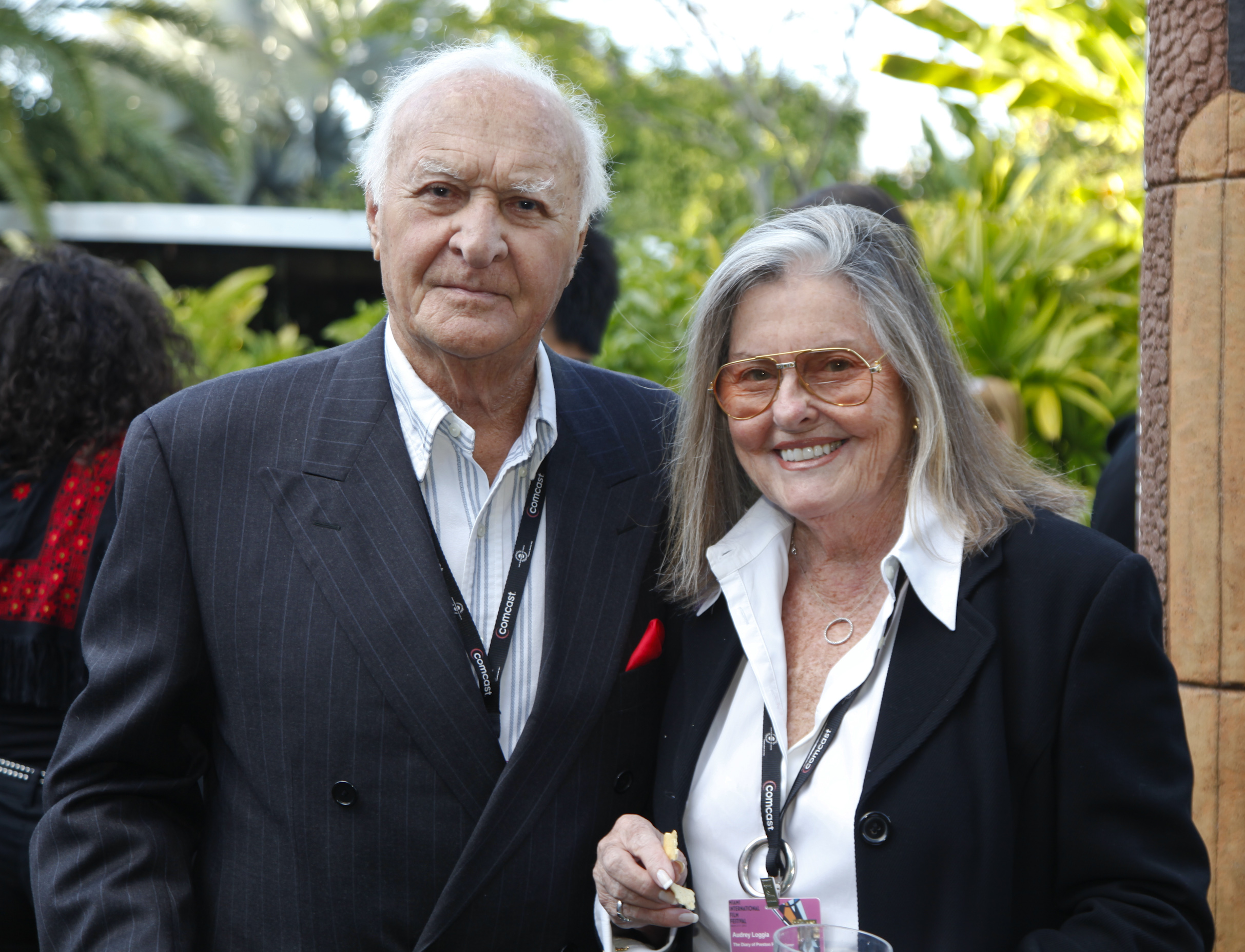
Loggia mit seiner Frau Audrey O’Brien (2012)

Robert Loggia war ab 1982 in zweiter Ehe mit Audrey O’Brien verheiratet und hatte vier Kinder. Er starb am 4. Dezember 2015 im Alter von 85 Jahren in Los Angeles.

## Filmografie (Auswahl)
- 1951: Search for Tomorrow (Fernsehserie)
- 1956: Die Hölle ist in mir (Somebody Up There Likes Me)
- 1957: Ums nackte Leben (The Garment Jungle)
- 1958: Polizistenhasser (Cop Hater)
- 1958: Das rote Telefon … Alarm! (The Lost Missile)
- 1961, 1963: Preston & Preston (The Defenders, Fernsehserie, zwei Folgen)
- 1963: Revolverhelden von Wyoming (Cattle King)
- 1965: Die größte Geschichte aller Zeiten (The Greatest Story Ever Told)
- 1965: Rauchende Colts (Gunsmoke, Fernsehserie, Folge 10x19 Chief Joseph)
- 1966–1967: T.H.E. Cat (Fernsehserie, 26 Folgen)
- 1966: Elfego Baca – Sechs gegen das Gesetz (Elfego Baca: Six Gun Law)
- 1968: Che!
- 1974: Zwei Missionare (Porgi L’altra guancia)
- 1975/1978: Starsky & Hutch (Fernsehserie, zwei Folgen)
- 1976: Der Pflichtverteidiger (Mallory: Circumstantial Evidence, Fernsehfilm)
- 1976: Columbo: Wenn der Schein trügt (Now You See Him…, Fernsehreihe)
- 1976: Mord auf offener Straße (Street Killing)
- 1976: Wonder Woman (Fernsehserie, Folge 1x07 Wonder Woman vs Gargantua)
- 1976/1977: Der Sechs-Millionen-Dollar-Mann (The Six Million Dollar Man) (Fernsehserie, zwei Folgen)
- 1976–1978: Detektiv Rockford – Anruf genügt (The Rockford Files) (Fernsehserie, drei Folgen)
- 1976/1980: Drei Engel für Charlie (Charlie’s Angels) (Fernsehserie, zwei Folgen)
- 1977: Speedtrap – Einsteigen, Starten, Abhauen (Speedtrap)
- 1977: Junge Liebe (First Love)
- 1977: …die keine Gnade kennen (Raid on Entebbe)
- 1977: Die Sieben-Millionen-Dollar-Frau (The Bionic Woman) (Fernsehserie, Folge 2x17 Jaime and the King)
- 1978: Inspector Clouseau – Der irre Flic mit dem heißen Blick (Revenge of the Pink Panther)
- 1979: Hawaii Fünf-Null (Hawaii Five-O, Fernsehserie, Folge 11x18 The Execution File)
- 1979: Quincy (Quincy, M. E., Fernsehserie, Folge 5x03 Im Netz der Diplomatie)
- 1979/1980: Vegas (Fernsehserie, zwei Folgen)
- 1980: Plattfuß am Nil (Piedone d’Egitto)
- 1980: Magnum (Magnum, p.i., Fernsehserie, zwei Folgen)
- 1981: S.O.B. – Hollywoods letzter Heuler (S.O.B.)
- 1982: Ein Offizier und Gentleman (An Officer and a Gentleman)
- 1982: Golda Meir (A Woman Called Golda) (Fernsehfilm)
- 1982: Unsere kleine Farm (Little House on the Prairie, Fernsehserie, Folge 9x04 Ein Mann fühlt sich schuldig)
- 1982: Falcon Crest (Fernsehserie, Folge 2x08 Heimlicher Abschied)
- 1982: Der rosarote Panther wird gejagt (Trail of the Pink Panther)
- 1983: Psycho II
- 1983: Der Fluch des rosaroten Panthers (Curse of the Pink Panther)
- 1983: Scarface
- 1983–1984: Emerald Point (Fernsehserie, 16 Folgen)
- 1984: Die fatale Affäre der Katherine G. (A Touch of Scandal)
- 1984: Mord ist ihr Hobby (Murder, She Wrote, Fernsehserie, Folge 1x09 Death Casts a Spell)
- 1984: Overnight Sensation (Kurzfilm)
- 1985: Die Ehre der Prizzis (Prizzi’s Honor)
- 1985: Das Messer (Jagged Edge)
- 1985: Nacht der Vergeltung (Streets of Justice) (Fernsehfilm)
- 1986: Zwei unter Volldampf (Armed And Dangerous)
- 1986: That’s Life! So ist das Leben (That’s Life!)
- 1987: Over the Top
- 1987: Das Ritual (The Believers)
- 1987: Danny, immer fünf Minuten zu spät (Hot Pursuit)
- 1987: Schatten in der Dunkelheit (Echoes in the Darkness, Fernsehfilm)
- 1987: Gaby – Eine wahre Geschichte (Gaby: A True Story)
- 1987: Amazonen auf dem Mond oder Warum die Amis den Kanal voll haben (Amazon Women on the Moon)
- 1988: Big
- 1988: Oliver & Co. (Oliver & Company, Stimme)
- 1988: Um jeden Preis (Favorite Son, Fernseh-Miniserie)
- 1989: Der Sunset-Killer (Relentless)
- 1989: Den Träumen keine Chance (Dream Breakers, Fernsehfilm)
- 1989: Triumph des Geistes (Triumph of the Spirit)
- 1989–1990: Mancuso, FBI (Fernsehserie, 20 Folgen)
- 1990: Der Unglücksritter (Opportunity Knocks)
- 1991: Die blonde Versuchung (The Marrying Man)
- 1991: Armadillo Bears – Ein total chaotischer Haufen (Necessary Roughness)
- 1992: Fäuste – Du mußt um Dein Recht kämpfen (Gladiator)
- 1992: Starfighter des Todes (Afterburn, Fernsehfilm)
- 1992: Bloody Marie – Eine Frau mit Biß (Innocent Blood)
- 1992: Die Chaoten-Spione (Spies Inc.)
- 1993: Wild Palms (Fernseh-Miniserie)
- 1993: Abgestürzt im Dschungel (Nurse On The Line, Fernsehfilm)
- 1993: SOS über dem Pazifik (Mercy Mission: The Rescue of Flight 771, Fernsehfilm)
- 1993: Lifepod
- 1994: Bad Girls
- 1994: The Last Tattoo
- 1994: I Love Trouble – Nichts als Ärger (I Love Trouble)
- 1994: Reißende Strömung – Raftingtrip ins Verderben (White Mile, Fernsehfilm)
- 1995: Lassiter: Mord in New Orleans (Jake Lassiter: Justice on the Bayou, Fernsehfilm)
- 1995: Cold Blooded
- 1995: Man with a Gun
- 1996: Im Auge des Sturms (The Right to Remain Silent, Fernsehfilm)
- 1996: Independence Day
- 1996: Pandora’s Clock – Killerviren an Bord der 747 (Pandora’s Clock, Fernseh-Miniserie)
- 1996: Trial – Ein Bulle schlägt zurück (Mistrial, Fernsehfilm)
- 1997: Lost Highway
- 1997: Fräulein Smillas Gespür für Schnee (Smilla’s Sense of Snow)
- 1997: Der Psycho-Pate (The Don’s Analyst, Fernsehfilm)
- 1998: Wide Awake
- 1998: Wunsch & Wirklichkeit (The Proposition)
- 1998: Logan: Ein Bulle unter Verdacht (Hard Time, Fernsehfilm)
- 1998: Der Guru (Holy Man)
- 1999: The Suburbans – The Beat Goes On! (The Suburbans)
- 1999: Jeanne d’Arc – Die Frau des Jahrtausends (Joan of Arc, Fernsehzweiteiler)
- 1999: Bonanno: A Godfather’s Story (Fernsehzweiteiler)
- 1999: Fliegenfänger (Flypaper)
- 1999: Die amerikanische Jungfrau (Live Virgin)
- 2000: Zurück zu Dir (Return to Me)
- 2001: The Shipment – Heiße Fracht im Viehtransporter (The Shipment)
- 2001: Malcolm mittendrin (Malcolm in the Middle, Fernsehserie, Folge 2x15 The Grandparents)
- 2004: Die Sopranos (The Sopranos, Fernsehserie, vier Folgen)
- 2005: The Deal – Im Visier der Öl-Mafia (The Deal)
- 2006: Funny Money
- 2006: Rain
- 2006: Forget About It
- 2006: Wild Seven
- 2008: The Least of These
- 2008: Monk (Fernsehserie, Folge 7x04 Mr. Monk Takes a Punch)
- 2009: Shrink – Nur nicht die Nerven verlieren (Shrink)
- 2010: Harvest
- 2010: Hawaii Five-0 (Fernsehserie, Folge 7x01 Ho’apono)
- 2011: The Grand Theft
- 2011: The Great Fight
- 2012: Tim and Eric’s Billion Dollar Movie
- 2012: The Diary of Preston Plummer
- 2012: Apostel Petrus und das letzte Abendmahl (Apostle Peter and the Last Supper)
- 2014: Snapshot
- 2015: Bleeding Hearts
- 2015: Sicilian Vampire
- 2016: Independence Day: Wiederkehr (Independence Day: Resurgence)

## Auszeichnungen
- 1986: Oscar-Nominierung als bester Nebendarsteller für Jagged Edge
- 1988: CableACE-Award-Nominierung als bester Darsteller für Conspiracy: The Trial of the Chicago 8
- 1990: Saturn Award als bester Nebendarsteller für Big
- 1990: Primetime-Emmy-Award-Nominierung als bester Darsteller für Mancuso, FBI